# Lijst van rijksmonumenten in Schouwen-Duiveland
De gemeente Schouwen-Duiveland telt 837 inschrijvingen in het rijksmonumentenregister. Hieronder een overzicht. 

## Brijdorpe
De plaats Brijdorpe telt 1 inschrijving in het rijksmonumentenregister. 
| Object                                                                     | Oorspronkelijke functie? | Bouwjaar     | Architect | Locatie           | Coördinaten?                  | Nr.?  | Afbeelding  |
| -------------------------------------------------------------------------- | ------------------------ | ------------ | --------- | ----------------- | ----------------------------- | ----- | ----------- |
| Terrein waarin sporen van begraving en bewoning en van een voormalige kerk | Archeologisch monument   | Middeleeuwen |           | Kerkhof-Brijdorpe | 51° 43' 14" NB, 3° 52' 28" OL | 45760 | Upload foto |

## Brouwershaven
De plaats Brouwershaven telt 59 inschrijvingen in het rijksmonumentenregister. 
Zie Lijst van rijksmonumenten in Brouwershaven voor een overzicht.

## Bruinisse
De plaats Bruinisse telt 2 inschrijvingen in het rijksmonumentenregister. 
| Object                         | Oorspronkelijke functie? | Bouwjaar              | Architect | Locatie       | Coördinaten?                 | Nr.?  | Afbeelding        |
| ------------------------------ | ------------------------ | --------------------- | --------- | ------------- | ---------------------------- | ----- | ----------------- |
| Voormalige mosselvisserswoning | Woonhuis                 | eerste helft 19e eeuw |           | Oudestraat 27 | 51° 39' 48" NB, 4° 5' 49" OL | 18239 | Meer afbeeldingen |
| Boerenhoeve "Nooitgedacht"     | Boerderij                | 18e eeuw              |           | Hageweg 1     | 51° 40' 9" NB, 4° 4' 47" OL  | 41940 | Meer afbeeldingen |

## Burgh
De plaats Burgh telt 14 inschrijvingen in het rijksmonumentenregister. 
Zie Lijst van rijksmonumenten in Burgh voor een overzicht.

## Dreischor
De plaats Dreischor telt 33 inschrijvingen in het rijksmonumentenregister. 
Zie Lijst van rijksmonumenten in Dreischor voor een overzicht.

## Elkerzee
De plaats Elkerzee telt 5 inschrijvingen in het rijksmonumentenregister. 
| Object                                                                     | Oorspronkelijke functie?  | Bouwjaar       | Architect | Locatie              | Coördinaten?                  | Nr.?  | Afbeelding                                |
| -------------------------------------------------------------------------- | ------------------------- | -------------- | --------- | -------------------- | ----------------------------- | ----- | ----------------------------------------- |
| Boerderij "De Drie Wilgen"                                                 | Boerderij                 | 18e eeuw       |           | Kuijerdamseweg 33    | 51° 44' 7" NB, 3° 49' 39" OL  | 29909 | Meer afbeeldingen                         |
| Vliedberg                                                                  | Omwalling                 |                |           | Elkerzeeseweg bij 44 | 51° 43' 48" NB, 3° 50' 25" OL | 29910 | Vliedberg                                 |
| De Lelie                                                                   | Industrie- en poldermolen | 1868           |           | Kloosterweg 4        | 51° 43' 42" NB, 3° 50' 32" OL | 29912 | Meer afbeeldingen                         |
| Terrein waarin sporen van begraving en bewoning en van een voormalige kerk | Archeologisch monument    | Middeleeuwen   |           | Elkerzeeseweg        | 51° 43' 28" NB, 3° 50' 38" OL | 45758 | Upload foto                               |
| Terrein waarin een vluchtberg/kasteelberg                                  | Archeologisch monument    | 10e - 13e eeuw |           | Coord.: 48070-416790 | 51° 37' 3" NB, 3° 58' 58" OL  | 45762 | Terrein waarin een vluchtberg/kasteelberg |

## Ellemeet
De plaats Ellemeet telt 1 inschrijving in het rijksmonumentenregister.
| Object  | Oorspronkelijke functie?  | Bouwjaar | Architect | Locatie    | Coördinaten?                  | Nr.?  | Afbeelding        |
| ------- | ------------------------- | -------- | --------- | ---------- | ----------------------------- | ----- | ----------------- |
| 't Hert | Industrie- en poldermolen | 1748     |           | Weelweg 14 | 51° 43' 37" NB, 3° 49' 44" OL | 29911 | Meer afbeeldingen |

## Haamstede
De plaats Haamstede telt 35 inschrijvingen in het rijksmonumentenregister. 
Zie Lijst van rijksmonumenten in Haamstede voor een overzicht.

## Kerkwerve
De plaats Kerkwerve telt 2 inschrijvingen in het rijksmonumentenregister. 
| Object                                     | Oorspronkelijke functie?  | Bouwjaar | Architect | Locatie         | Coördinaten?                  | Nr.?  | Afbeelding        |
| ------------------------------------------ | ------------------------- | -------- | --------- | --------------- | ----------------------------- | ----- | ----------------- |
| Preekstoel in de Nederlands Hervormde Kerk | Kerk en kerkonderdeel     | 1700     |           | Weelweg 1       | 51° 41' 12" NB, 3° 53' 58" OL | 29913 | Meer afbeeldingen |
| De Zwaan                                   | Industrie- en poldermolen | 1886     |           | Oude Hoofdweg 7 | 51° 41' 17" NB, 3° 51' 4" OL  | 29914 | Meer afbeeldingen |

## Looperskapelle
De plaats Looperskapelle telt 1 inschrijving in het rijksmonumentenregister. 
| Object                                                                                  | Oorspronkelijke functie? | Bouwjaar     | Architect | Locatie  | Coördinaten?                  | Nr.?  | Afbeelding  |
| --------------------------------------------------------------------------------------- | ------------------------ | ------------ | --------- | -------- | ----------------------------- | ----- | ----------- |
| Terrein waarin sporen van begraving en bewoning en vermoedelijk van een voormalige kerk | Archeologisch monument   | Middeleeuwen |           | Kerkhof- | 51° 43' 37" NB, 3° 51' 51" OL | 45759 | Upload foto |

## Nieuwerkerk
De plaats Nieuwerkerk telt 8 inschrijvingen in het rijksmonumentenregister. 
Zie Lijst van rijksmonumenten in Nieuwerkerk voor een overzicht.

## Nieuwerkerke
De plaats Nieuwerkerke telt 1 inschrijving in het rijksmonumentenregister. 
| Object                                                                                  | Oorspronkelijke functie? | Bouwjaar     | Architect | Locatie | Coördinaten?                 | Nr.?  | Afbeelding  |
| --------------------------------------------------------------------------------------- | ------------------------ | ------------ | --------- | ------- | ---------------------------- | ----- | ----------- |
| Terrein waarin sporen van begraving en bewoning en vermoedelijk van een voormalige kerk | Archeologisch monument   | Middeleeuwen |           |         | 51° 42' 0" NB, 3° 53' 28" OL | 45761 | Upload foto |

## Noordgouwe
De plaats Noordgouwe telt 23 inschrijvingen in het rijksmonumentenregister. 
Zie Lijst van rijksmonumenten in Noordgouwe voor een overzicht.

## Noordwelle
De plaats Noordwelle telt 13 inschrijvingen in het rijksmonumentenregister. 
Zie Lijst van rijksmonumenten in Noordwelle voor een overzicht.

## Oosterland
De plaats Oosterland telt 6 inschrijvingen in het rijksmonumentenregister. 
| Object | Oorspronkelijke functie?  | Bouwjaar  | Architect | Locatie           | Coördinaten?                 | Nr.?   | Afbeelding        |
| --- | ------------------------- | --------- | --------- | ----------------- | ---------------------------- | ------ | ----------------- |
| De Ned.Herv.Kerk Sint Jodocus                                                                                    | Kerk en kerkonderdeel     | ca. 1500  |           | Torenplein 1      | 51° 38' 52" NB, 4° 2' 8" OL  | 14160  | Meer afbeeldingen |
| Gasthuis. Langgerekt gebouw, middenpartij gevel met halfrond fronton met lofwerk. Stichtingssteen en twee wapens | Sociale zorg, liefdadigh. | 1754      |           | Sint Joostdijk 29 | 51° 38' 59" NB, 4° 2' 11" OL | 14161  | Meer afbeeldingen |
| Kerktoren met zadeldak en aan de toren verbonden westgevel                                                       | Kerk en kerkonderdeel     | plm. 1400 |           | Torenplein 5      | 51° 38' 52" NB, 4° 2' 6" OL  | 14162  | Meer afbeeldingen |
| Oosterlandse Molen                                                                                               | Industrie- en poldermolen | 1752      |           | Molenweg 28       | 51° 39' 4" NB, 4° 1' 56" OL  | 14163  | Meer afbeeldingen |
| Terrein waarin funderingen van het slot Oostersteyn                                                              | Archeologisch monument    | 15e eeuw  |           | Oostersteyn, Lage | 51° 37' 31" NB, 4° 0' 58" OL | 46213  | Upload foto       |
| Vrijstaande middenstandswoning                                                                                   | Woonhuis                  | ca. 1905  |           | Rijksweg 16       | 51° 39' 16" NB, 4° 1' 54" OL | 496150 | Meer afbeeldingen |

## Ouwerkerk
De plaats Ouwerkerk telt 5 inschrijvingen in het rijksmonumentenregister. 
| Object | Oorspronkelijke functie? | Bouwjaar          | Architect | Locatie                        | Coördinaten?                  | Nr.?  | Afbeelding                                                               |
| --- | ------------------------ | ----------------- | --------- | ------------------------------ | ----------------------------- | ----- | ------------------------------------------------------------------------ |
| Huis met trapgevel. Sierankers. Gele baksteen met donkerrode lagen en bogen. Muizetand, toppilaster. Benedenstuk gepleisterd | Woonhuis                 | 1638 (gevelsteen) |           | Ring 29                        | 51° 37' 32" NB, 3° 59' 2" OL  | 13262 | Meer afbeeldingen                                                        |
| Huis met geverfde topgevel met vlechtingen. De top heeft drie kleine trappen. Vensters en deur van latere datum              | Woonhuis                 | 18e-19e eeuw      |           | Ring 30                        | 51° 37' 32" NB, 3° 59' 2" OL  | 14171 | Meer afbeeldingen                                                        |
| Huis met trapgevel. Sierankers. Na de oorlog geheel vernieuwd. Boven: houten kruisramen. Beneden: puibalk, ramen 18e-eeuws   | Woonhuis                 | 1688 (jaarankers) |           | Ring 42                        | 51° 37' 33" NB, 3° 58' 56" OL | 14172 | Meer afbeeldingen                                                        |
| Huis met eenvoudige tuitgevel. Topgevel eindigend in vijf kleine trapjes                                                     | Woonhuis                 | 18e-19e eeuw      |           | Zuidstraat 2                   | 51° 37' 32" NB, 3° 58' 56" OL | 14173 | Huis met eenvoudige tuitgevel. Topgevel eindigend in vijf kleine trapjes |
| Vier caissons, afkomstig van de dijkdichting na de stormramp 1953                                                            | Waterkering en -doorlaat |                   |           | Weg van de Buitenlandse Pers 3 | 51° 37' 2" NB, 3° 59' 3" OL   | 14174 | Meer afbeeldingen                                                        |

## Renesse
De plaats Renesse telt 24 inschrijvingen in het rijksmonumentenregister. 
Zie Lijst van rijksmonumenten in Renesse voor een overzicht.

## Scharendijke
De plaats Scharendijke telt 2 inschrijvingen in het rijksmonumentenregister. 
| Object | Oorspronkelijke functie? | Bouwjaar  | Architect            | Locatie            | Coördinaten?                  | Nr.?   | Afbeelding  |
| --- | ------------------------ | --------- | -------------------- | ------------------ | ----------------------------- | ------ | ----------- |
| Nagenoeg ononderbroken reeks betonmuurtjes, van de Koepel Oost Repart ten westen van Scharendijke tot bij Den Osse, gecombineerd met zogenaamde trapjes- en spijkerglooiing, alleen voor zover gelegen op het grondgebied van de gemeente Brouwershaven  | Waterkering en -doorlaat | 1906-1916 | ir. R.R.L. de Muralt | Inlaag tegenover 2 | 51° 44' 29" NB, 3° 53' 21" OL | 506449 | Upload foto |
| Nagenoeg ononderbroken reeks betonmuurtjes, van de Koepel Oost Repart ten westen van Scharendijke tot bij Den Osse, gecombineerd met zogenaamde trapjes- en spijkerglooiing, alleen voor zover gelegen op het grondgebied van de gemeente Middenschouwen | Waterkering en -doorlaat | 1906-1916 | ir. R.R.L. de Muralt | Inlaag tegenover 2 | 51° 44' 20" NB, 3° 50' 14" OL | 506514 | Upload foto |

## Schuddebeurs
De plaats Schuddebeurs telt 22 inschrijvingen in het rijksmonumentenregister. 
Zie Lijst van rijksmonumenten in Schuddebeurs voor een overzicht.

## Serooskerke
De plaats Serooskerke telt 3 inschrijvingen in het rijksmonumentenregister.  
| Object                                                    | Oorspronkelijke functie? | Bouwjaar              | Architect | Locatie         | Coördinaten?                  | Nr.?  | Afbeelding           |
| --------------------------------------------------------- | ------------------------ | --------------------- | --------- | --------------- | ----------------------------- | ----- | -------------------- |
| Nederlands Hervormde Kerk                                 | Kerk en kerkonderdeel    | eerste kwart 15e eeuw |           | Dorpsplein 22   | 51° 42' 7" NB, 3° 48' 54" OL  | 38841 | Meer afbeeldingen    |
| Kerktoren. Slanke bakstenen westtoren van twee geledingen | Kerk en kerkonderdeel    |                       |           | Dorpsplein 23   | 51° 42' 7" NB, 3° 48' 54" OL  | 38842 | Meer afbeeldingen    |
| Hoeve "Pooltjesmeet"                                      | Boerderij                | 19e eeuw              |           | Oude Zandweg 12 | 51° 42' 14" NB, 3° 48' 54" OL | 38843 | Hoeve "Pooltjesmeet" |

## Sirjansland
De plaats Sirjansland telt 2 inschrijvingen in het rijksmonumentenregister.  
| Object                                                                                       | Oorspronkelijke functie? | Bouwjaar                                   | Architect | Locatie        | Coördinaten?                 | Nr.?   | Afbeelding                                                                                   |
| -------------------------------------------------------------------------------------------- | ------------------------ | ------------------------------------------ | --------- | -------------- | ---------------------------- | ------ | -------------------------------------------------------------------------------------------- |
| Groot, vrijstaand woonhuis, voormalige Nederlands Hervormde pastorie, met neobarokke details | Kerkelijke dienstwoning  | 1874                                       |           | Lageweg 15     | 51° 40' 32" NB, 4° 2' 2" OL  | 496143 | Groot, vrijstaand woonhuis, voormalige Nederlands Hervormde pastorie, met neobarokke details |
| Ten noorden van Sirjansland gelegen boerderijwoning                                          | Boerderij                | eerste helft 18e eeuw, mogelijk iets ouder |           | Dillingsweg 12 | 51° 40' 46" NB, 4° 2' 32" OL | 500768 | Upload foto                                                                                  |

## Zierikzee
De plaats Zierikzee telt 568 inschrijvingen in het rijksmonumentenregister. 
Zie Lijst van rijksmonumenten in Zierikzee voor een overzicht.

## Zonnemaire
De plaats Zonnemaire telt 7 inschrijvingen in het rijksmonumentenregister.  
| Object | Oorspronkelijke functie?  | Bouwjaar                           | Architect | Locatie                   | Coördinaten?                  | Nr.?  | Afbeelding        |
| --- | ------------------------- | ---------------------------------- | --------- | ------------------------- | ----------------------------- | ----- | ----------------- |
| Vrijstaand huis van vijf traveeën onder hoog schilddak met hoekschoorstenen, bekroond door borden met windvanen. Kroonlijst geblokt                                              | Woonhuis                  | 1805 (datum boven voordeur)        |           | Bermweg 7                 | 51° 42' 48" NB, 3° 57' 0" OL  | 11207 | Meer afbeeldingen |
| Onder dit nummer gecombineerd twee huizen, beide met een lijstgevel | Woonhuis                  | tweede helft 17e eeuw              |           | Breedveld 2               | 51° 42' 48" NB, 3° 57' 9" OL  | 11208 | Meer afbeeldingen |
| Huis met gepleisterde tuitgevel. Vensters gewijzigd | Woonhuis                  | 1786 (jaartalanker)                |           | Breedveld 4               | 51° 42' 48" NB, 3° 57' 8" OL  | 11209 | Meer afbeeldingen |
| De Korenbloem | Industrie- en poldermolen | 1873                               |           | Molendreef 7              | 51° 42' 58" NB, 3° 57' 12" OL | 11211 | Meer afbeeldingen |
| Preekstoel en tweeklaviers orgel in de Nederlands Hervormde Kerk | Vanwege onderdelen kerk   | ca. 1780 (preekstoel) 1871 (orgel) |           | Professor Zeemanstraat 2  | 51° 42' 47" NB, 3° 57' 7" OL  | 11212 | Meer afbeeldingen |
| Voormalig raadhuis, eerder pastorie. Huis met trapgevel, sierankers, ontlastingsbogen met blokken natuursteen. Wapensteen. Afzettingen van rode baksteen in geelstenen gevelvlak | Bestuursgebouw en onderdl | 17e eeuw                           |           | Professor Zeemanstraat 15 | 51° 42' 47" NB, 3° 57' 4" OL  | 11213 | Meer afbeeldingen |
| Boerenhoeve | Boerderij                 | 1843 (datumsteen)                  |           | Zuidweg 11                | 51° 42' 44" NB, 3° 57' 7" OL  | 11214 | Boerenhoeve       |

Borsele ·
Goes ·
Hulst ·
Kapelle ·
Middelburg ·
Noord-Beveland ·
Reimerswaal ·
Schouwen-Duiveland ·
Sluis ·
Terneuzen ·
Tholen ·
Veere ·
Vlissingen